# Biblioteca Sucursal Lincoln
Biblioteca Sucursal Lincoln es un antiguo edificio de la biblioteca Carnegie en el vecindario de Lincoln Park de la ciudad de Duluth, situada al norte del estado de Minnesota (Estados Unidos). Fue construido entre 1915 y 1917 como el primer hogar permanente de una sucursal de la Biblioteca Pública de Duluth establecida por primera vez en 1892. La biblioteca de la sucursal de Lincoln fue construida de ladrillo y piedra caliza en el estilo neogótico tardío. Fue la última de las tres bibliotecas Carnegie construidas en Duluth.
Los servicios de biblioteca se trasladaron a unas nuevas instalaciones en 1990. Dos años más tarde, el Duluth Art Institute (DAI) compró el edificio de la biblioteca desocupado. El DAI usa el lugar para albergar el espacio de estudio, clases y eventos.
En 2013, el edificio de la biblioteca de la sucursal de Lincoln fue incluido en el Registro Nacional de Lugares Históricos por su importancia local en el tema de la historia social. Fue nominado por reflejar el creciente énfasis de la Fundación Carnegie y la Biblioteca Pública de Duluth en las sucursales de bibliotecas y en la prestación de servicios en vecindarios de clase trabajadora.

## Descripción

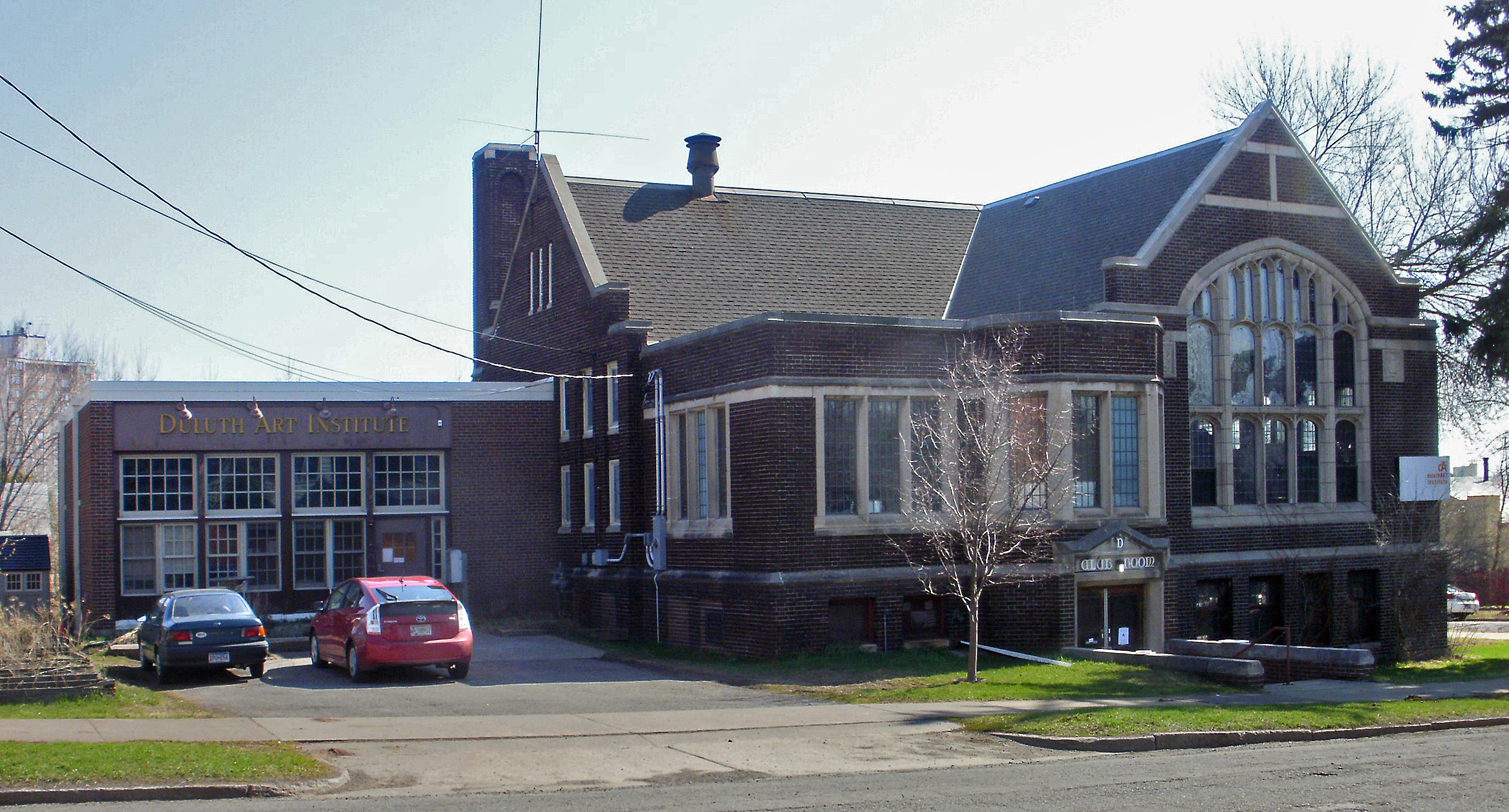
Vista desde el oeste con el garaje anexo a la izquierda

La biblioteca sucursal de Lincoln es un edificio rectangular de estilo neogótico tardío. La estructura original mide 69 por 51 pies (21,0 por 15,5 m), con un 32 por 36 pies (9,8 por 11,0 m) adición. La fachada exterior es de ladrillo marrón y rojo oscuro, dispuesta en enlace flamenco, contrastada con molduras de piedra caliza.
La cara sureste del edificio es simétrica y presenta la entrada principal de la biblioteca. Conduciendo a la entrada hay una escalera de hormigón con una barandilla de ladrillo y piedra caliza a cada lado. La entrada consta de un par de puertas de madera con paneles de vidrio enmarcadas por piedra caliza. La línea de los aleros está interrumpida por un frontón tallado con un diseño de hoja de acanto. En el medio del frontón, un motivo de escudo lleva las iniciales "DPL", que significa Biblioteca Pública de Duluth. Inmediatamente encima de la entrada está tallada "Lincoln Branch Library". La entrada está flanqueada por linternas cuadradas originales. El nivel del suelo cuenta con dos series de cinco ventanas de guillotina doble 10/15. El primer nivel tiene dos bandas de siete ventanas que flanquean la entrada justo debajo del alero. La planta baja y el primer piso están separados por un marcapiano piedra caliza biselado, sobre el cual hay escudos de piedra tallada dispuestos simétricamente. La escalera fue reconstruida en 1996 utilizando la piedra caliza original.
La fachada suroeste presenta un gran hastial con una ventana gótica de tres niveles enmarcada en piedra caliza. La ventana está flanqueada por dos escudos de piedra, y sobre ella hay una banda de piedra caliza cerca del pico del hastial en forma de "ɪ". Las ventanas 10/15 a nivel del suelo continúan, junto con la hilera del cinturón que separa el primer nivel del suelo. Hay una entrada a nivel del suelo hacia el oeste debajo de una parte de techo plano, que consta de un par de puertas de madera con paneles de vidrio arqueados. La entrada está coronada por un frontón con la inscripción "Club Room". Una escalera conduce a la entrada, flanqueada por barandillas de ladrillo y piedra caliza. La entrada se encuentra en un tramo pentagonal de dos pisos con ventanas que la envuelven en el primer nivel. En la cabecera de la ventana hay otra hilera de piedra caliza que envuelve el lado oeste del edificio.
A lo largo de la cara noroeste es donde se construyó la ampliación del garaje, obstruyendo la fachada original. Según los planos originales, la adición obligó a quitar las ventanas y posiblemente una entrada. A nivel del suelo, cuatro aberturas de ventanas parecen haber sido tapiadas. Hay dos filas de tres ventanas en el primer nivel en el área expuesta del hastial noroeste. Cerca del pico del hastial hay tres ventanas verticales estrechas.
La cara noreste es similar a la suroeste; el frontón tiene la misma ventana, escudos de piedra y banda en forma de "I". El curso del cinturón continúa alrededor de la fachada, y seis ventanas 10/15 están dispuestas a nivel del suelo. En la esquina norte del edificio hay una chimenea rectangular de ladrillos, rematada por piedra con un quoin en cada esquina. La esquina también cuenta con cinco ventanas con una hilera de piedra caliza en la cabecera de la ventana.
El edificio ha sido objeto de varias renovaciones a lo largo de su vida, pero la mayoría se realizaron para cumplir con los códigos de construcción y no afectaron significativamente la integridad histórica de la biblioteca.
La propiedad está mínimamente ajardinada. Una gran conífera se encuentra en la esquina sur del edificio y hay un árbol de hoja caduca al este de la entrada principal. Hay un espacio de jardín al lado del edificio a lo largo de las fachadas sureste y suroeste. El edificio está rodeado por un césped cultivado.

## Historia

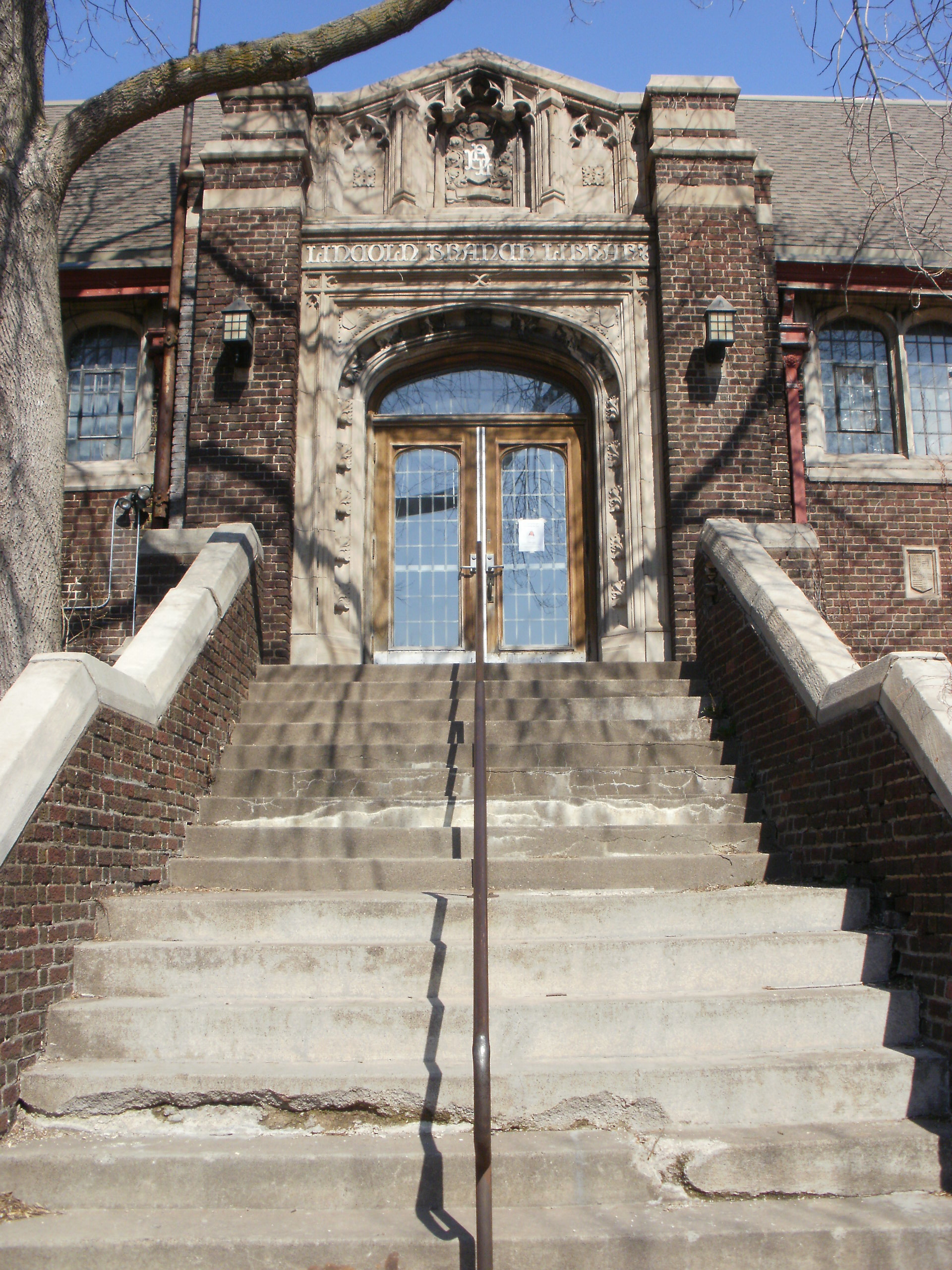
Detalle de la entrada principal en la cara sureste

En 1891, un comité de ciudadanos del vecindario se reunió con la Junta de Bibliotecas de Duluth para establecer una biblioteca en el West End de Duluth (conocido como Lincoln Park desde 1996). La West End Branch Library, como se la llamó inicialmente, se inauguró en 1892 en una sala del Irwin-Sloan Block. Operó hasta el Pánico de 1893 y los recortes de financiación forzaron su cierre. Reabrió en 1895, pero nuevamente se enfrentó al cierre en 1896. Un residente de Duluth hizo un regalo a la biblioteca que ayudó durante un tiempo, pero la biblioteca volvió a cerrar a fines de 1900. La biblioteca abrió de nuevo en enero de 1908 y, durante los siguientes años, cambió de ubicación, pero permaneció en funcionamiento.
Una consignación de 4300 dólares (129509 dólares de la actualidad) se realizó en abril de 1915 para comprar dos lotes en el West End, que fueron adquiridos en mayo. Una solicitud de 30 000 dólares (903553 dólares de la actualidad) para una biblioteca permanente fue hecha y posteriormente otorgada por Andrew Carnegie. Abraham Holstead y William J. Sullivan fueron elegidos como arquitectos y Joseph Hanson se desempeñó como contratista. diseños y planos de la biblioteca se completaron en abril de 1916. La biblioteca recibió su nombre por su proximidad a Lincoln Park, ubicado en el West End. construcción duró hasta 1917. La biblioteca celebró su gran inauguración el 30 de agosto de 1917, con la asistencia de 500 personas para una ceremonia de gala. La biblioteca se abrió públicamente el 1 de septiembre. La biblioteca de la sucursal de Lincoln fue la tercera y última biblioteca de Carnegie construida en Duluth, después de la biblioteca pública de Duluth de 1902 y la biblioteca de la sucursal de West Duluth.
En 1966, se construyó un garaje en la cara noreste de la biblioteca para albergar dos bibliotecas móviles. El edificio funcionó como biblioteca hasta octubre de 1990, cuando una nueva biblioteca asumió el servicio para el oeste de Duluth. El edificio fue comprado por el Duluth Art Institute en noviembre de 1992. Según el instituto, fue comprado para adquirir más espacio y para "llegar a comunidades desatendidas". En 1997, se renovó la ampliación del garaje, incluido el reemplazo de las puertas del garaje por ventanas.